# تپه دو چغای چغابلک
تپه دو چغای چغابلک مربوط به مس وسنگ - دوره عیلامیان - دوره اشکانیان است و در شهرستان کرمانشاه، بخش ماهیدشت، دهستان چغانرگس، ۷۰۰ متری شمال شرق روستای چغابلک، علی رضا واقع شده و این اثر در تاریخ ۷ اسفند ۱۳۸۶ با شمارهٔ ثبت ۲۱۷۳۰ به‌عنوان یکی از آثار ملی ایران به ثبت رسیده است.